# ぶったま!ピープー
『ぶったま!ピープー』は、一部テレビ朝日系列局と独立UHF局で放送されていたテレビ朝日製作のバラエティ番組である。製作局のテレビ朝日では1983年10月16日から1984年3月25日まで、毎週日曜 11:00 - 11:45 （日本標準時）に放送。

## 概要
様々な人物を紹介していたバラエティ番組。タイトルの「ぶったま!ピープー」は「ぶったまげたピープル（人）」を意味する。
主なコーナーとして、女性タレントのそっくりさんによる「くりそつおなごプロレス」などがあった。コーナー転換時には、オタマジャクシをモチーフにした番組キャラクター「おじゃまじゃくし」「おかまじゃくし」「おちゃまじゃくし」が「♪ぶったまげ〜、ぶったまげ〜、ぶったまげたよ!!」という歌とともに登場していた。
この番組は、系列局であっても放送しなかった地方局が存在した。朝日放送（ABCテレビ）はこの番組を放送せず、遅れネットの措置も取っていなかった。そのため、近畿地方では替わって系列外のKBS京都が不定期ながら日曜14:00枠または15:00枠で放送していた。この時期に開局した新潟テレビ21は同時ネットを行っていた。

## 出演者

### 司会
- 山本晋也
- 杉かおり

### くりそつおなごプロレス
- 古舘伊知郎（当時テレビ朝日アナウンサー） - 実況担当。
- 片岡鶴太郎 - 解説者。